# Тонкий лёд (фильм)
«Тонкий лёд» (англ. Thin Ice) — американская мелодрама режиссёра Сидни Лэнфилда, вышедшая на экраны в 1937 году. В фильме снялись Тайрон Пауэр и фигуристка Соня Хени.
В фильме Соня Хени, которая завоевала золотые медали на Олимпиадах 1928, 1932 и 1936 годов, и начала сниматься в кино в 1936 году, очередной раз продемонстрировала своё искусство катания на коньках.
В фильме также снялся Тайрон Пауэр, для которого это было одно из первых появлений на экране в начале его кино-карьеры.
Фильм был номинирован на премию Американской киноакадемии лучшему хореографу.

## Сюжет
Инструктор по лыжному спорту Лили Хейзер (Соня Хени), работает в отеле класса люкс в Швейцарских Альпах. Она влюбляется в молодого человека по имени Рудольф (Тайрон Пауэр), с которым каждый день совершает лыжные прогулки. Она думает, что это обычный турист, хотя на самом деле это принц, который ищет отдыха от государственных дел.

## В ролях
- Соня Хени — Лили Хейзер
- Тайрон Пауэр — принц Рудольф / Руди Миллер
- Артур Тричер — Ноттингем
- Рэймонд Уолбёрн — дядя Дорник
- Джоан Дэвис — солистка оркестра
- Зиг Руман — премьер-министр
- Мелвилл Купер — Кранц